# Karl-Heinz Bußert

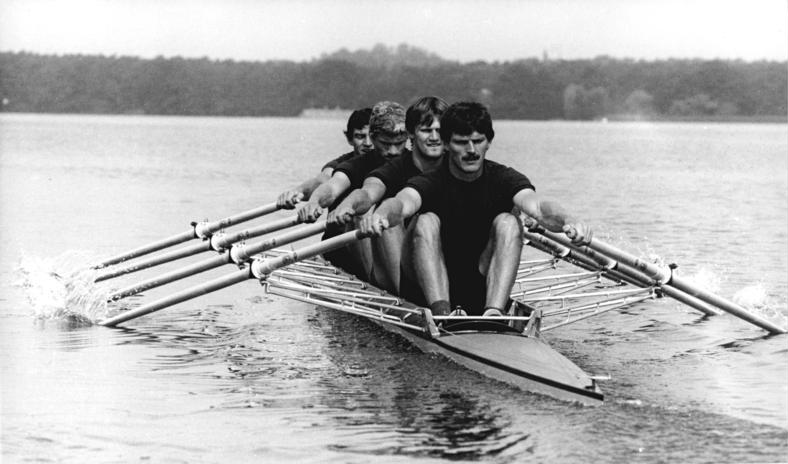
Die Weltmeister im Doppelvierer 1982 (von vorn nach hinten): Martin Winter, Uwe Heppner, Uwe Mund und Karl-Heinz Bußert

Karl-Heinz Bußert (* 8. Januar 1955 in Brandenburg (Havel)) ist ein ehemaliger deutscher Ruderer und jetziger Rudertrainer, der für die DDR startete. 1976 gelang ihm im Doppelvierer der Olympiasieg.

## Karriere
Bußert wuchs im Brandenburger Stadtteil Kirchmöser auf und begann bei der BSG Motor Plaue mit dem Rudern. Im dortigen Trainingszentrum, betreut von der SG Dynamo Potsdam, wurde sein Talent entdeckt und er bald in den Sportklub nach Potsdam delegiert. Hier begann seine Karriere, wo er die meisten seiner Erfolge erreichte. 1975 belegte er bei der DDR-Meisterschaft im Doppelzweier den zweiten Platz, allerdings für den SC Dynamo Berlin. Im Jahr darauf fuhr er als Ersatzmann zu den Olympischen Spielen 1976 nach Montreal. Nachdem Martin Winter mit einer Blinddarmentzündung ausgefallen war, rückte Bußert in den Doppelvierer und gewann die olympische Goldmedaille mit einer Sekunde Vorsprung auf das Boot aus der Sowjetunion. Für diesen Erfolg wurde er mit dem Vaterländischen Verdienstorden in Silber ausgezeichnet.
In den folgenden Jahren war Bußert eine feste Größe im Doppelvierer der DDR, er siegte bis 1982 bei fünf Weltmeisterschaften in Folge, fehlte aber bei den Olympischen Spielen 1980 in Moskau. 1983 verlor er mit dem Doppelvierer bei der Weltmeisterschaft gegen das Boot aus der Bundesrepublik Deutschland. Dies war die erste Niederlage des DDR-Doppelvierers, seitdem die Bootsklasse 1974 in das Programm von Weltmeisterschaften aufgenommen worden war. 1984 ruderte Bußert zusammen mit Rüdiger Reiche im Doppelzweier und siegte auch bei den Titelkämpfen der DDR, verpasste aber die Olympischen Spiele 1984 wegen des Olympiaboykotts der DDR. 1985 trat Bußert ein letztes Mal mit dem Doppelvierer der DDR an und gewann Silber hinter dem kanadischen Boot, wofür er nochmals den Vaterländischen Verdienstorden in Silber erhielt.
Bußert ist gelernter Instandhaltungsmechaniker und war dann als Mitglied der SG Dynamo Potsdam Angehöriger der Deutschen Volkspolizei. Neben dem Sport studierte er Staatswissenschaften und wechselte nach dem Abschluss zur Bezirksbehörde der Deutschen Volkspolizei Potsdam. Heute ist er Trainer beim Landesruderverband Brandenburg und Mitglied im Nachfolgeverein der SG Dynamo Potsdam, der Potsdamer Ruder-Gesellschaft.

## Internationale Medaillen

### Olympische Spiele
- 1976 – Gold im Doppelvierer (Wolfgang Güldenpfennig, Rüdiger Reiche, Karl-Heinz Bußert, Michael Wolfgramm)

### Weltmeisterschaften
- 1977 – Gold im Doppelvierer (Wolfgang Güldenpfennig, Karl-Heinz Bußert, Martin Winter, Frank Dundr)
- 1978 – Gold im Doppelvierer (Joachim Dreifke, Karl-Heinz Bußert, Martin Winter, Frank Dundr)
- 1979 – Gold im Doppelvierer (Peter Kersten, Klaus Kröppelien, Karl-Heinz Bußert, Joachim Dreifke)
- 1981 – Gold im Doppelvierer (Peter Kersten, Karl-Heinz Bußert, Uwe Heppner, Martin Winter)
- 1982 – Gold im Doppelvierer (Karl-Heinz Bußert, Uwe Mund, Uwe Heppner, Martin Winter)
- 1983 – Silber im Doppelvierer (Joachim Dreifke, Rüdiger Reiche, Karl-Heinz Bußert, Martin Winter)
- 1985 – Silber im Doppelvierer (Karl-Heinz Bußert, Uwe Sägling, Rüdiger Reiche, Jens Köppen)

### DDR-Meisterschaften
- 1975 –  Silber im Doppelzweier: SC Dynamo Berlin (Karl-Heinz Bußert, Rudi Brandt)
- 1977 –  Gold im Doppelvierer: SC Magdeburg/SG Dynamo Potsdam/SC Dynamo Berlin (Wolfgang Güldenpfennig, Karl-Heinz Bußert, Martin Winter, Frank Dundr)
- 1978 –  Gold im Doppelvierer: ASK Vorwärts Rostock/SG Dynamo Potsdam/SC Magdeburg/SC Dynamo Berlin (Joachim Dreifke, Karl-Heinz Bußert, Martin Winter, Frank Dundr)
- 1979 –  Bronze im Doppelzweier: SG Dynamo Potsdam/ASK Vorwärts Rostock (Karl-Heinz Bußert, Klaus Kröppelien)
- 1979 –  Gold im Doppelvierer: ASK Vorwärts Rostock/SG Dynamo Potsdam/SC Magdeburg (Peter Kersten, Klaus Kröppelien, Karl-Heinz Bußert, Joachim Dreifke)
- 1980 –  Gold im Doppelzweier: SG Dynamo Potsdam (Karl-Heinz Bußert, Rüdiger Reiche)
- 1980 –  Gold im Doppelvierer: SG Dynamo Potsdam (Karl-Heinz Bußert, Rüdiger Reiche, Olaf Danneberg, Michael Zeidler)
- 1981 –  Bronze im Doppelzweier: SG Dynamo Potsdam (Karl-Heinz Bußert, Rüdiger Reiche)
- 1981 –  Silber im Doppelvierer: DRSV-Auswahl II (Klaus Kröppelien, Uwe Mund, Rüdiger Reiche, Karl-Heinz Bußert)
- 1982 –  Silber im Doppelzweier: SG Dynamo Potsdam (Karl-Heinz Bußert, Rüdiger Reiche)
- 1982 –  Gold im Doppelvierer: SG Dynamo Potsdam/SC Magdeburg/SC Chemie Halle (Karl-Heinz Bußert, Uwe Mund, Uwe Heppner, Martin Winter)
- 1983 –  Bronze im Doppelzweier: SG Dynamo Potsdam (Karl-Heinz Bußert, Rüdiger Reiche)
- 1983 –  Gold im Doppelvierer: ASK Vorwärts Rostock/SG Dynamo Potsdam/SC Magdeburg (Martin Winter, Klaus Kröppelien, Karl-Heinz Bußert, Joachim Dreifke)
- 1984 –  Gold im Doppelzweier: SG Dynamo Potsdam (Karl-Heinz Bußert, Rüdiger Reiche)
- 1984 –  Bronze im Doppelvierer: SG Dynamo Potsdam (Karl-Heinz Bußert, René Bollinger, Frank Strache, Olaf Danneberg)
- 1985 –  Silber im Doppelzweier: SG Dynamo Potsdam (Karl-Heinz Bußert, Jens Köppen)
- 1985 –  Silber im Doppelvierer: DRSV-Auswahl I (Karl-Heinz Bußert, Jens Köppen, Rüdiger Reiche, Uwe Sägling)